# Pseuderesia katera
Pseuderesia katera är en fjärilsart som beskrevs av Henry Stempffer 1961. Pseuderesia katera ingår i släktet Pseuderesia och familjen juvelvingar. Inga underarter finns listade i Catalogue of Life.